# Средњи дан
Средњи дан је размак између две узастопне горње кулминације екваторског сунца. Дели се на још мање јединице : часове, минуте и секунде. Један дан има 24 часа, или 1440 минута, или 86400 секунде.
Географски дан, на свакој географској ширини, почиње са 00 часова, а завршава се са 24 часа.
Календарском поделом дан почиње са 00 часова на 180-том подеоку источне географске дужине.